# Monika Nöhre
Monika Nöhre (* 25. August 1950 in Hamburg) ist eine deutsche Juristin. Von 2002 bis 2015 war sie die Präsidentin des Kammergerichts in Berlin.

## Leben und Leistungen

### Karriere
Nach dem Jurastudium an der Universität Hamburg, beide Staatsexamina schloss Monika Nöhre mit Prädikat ab, praktizierte sie zunächst fünf Jahre als Rechtsanwältin.
1982 trat Nöhre in den Justizdienst der Freien und Hansestadt Hamburg ein und wurde 1992 zur Richterin am Hanseatischen Oberlandesgericht ernannt.
1994 wurde sie Leiterin des Amtes für Allgemeine Verwaltung in der Hamburger Justizbehörde. Zusätzlich war sie Referentin des Gemeinsamen Prüfungsamtes sowie von 1992 bis 1994 Leiterin des Gemeinsamen Prüfungsamtes von Hamburg, Schleswig-Holstein und Bremen. Im März 2000 kehrte sie als Vizepräsidentin an das Oberlandesgericht zurück. Sie übernahm zudem die Leitung des Hamburger Landesjustizprüfungsamts.
Am 27. Juni 2002 wählten die Mitglieder des Berliner Abgeordnetenhauses Nöhre zur Präsidentin des Kammergerichts Berlin. Sie wurde damit die Nachfolgerin von Gisela Knobloch. Nöhres Amtszeit endete am 31. August 2015.
Von 2015 bis 2019 war sie für die amtliche Schlichtungsstelle der Rechtsanwaltschaft als Schlichterin tätig.

### Engagement
Im März 2007 begründete Nöhre den Verein Forum Recht und Kultur im Kammergericht mit, dessen Vorstandsvorsitzende sie ist.

### Privates
Nöhre ist verheiratet und hat einen Sohn.

## Veröffentlichungen

### Als (Mit-)Herausgeberin
- Konstanze Görres-Ohnde, Monika Nöhre, Anne-José Paulsen (Hrsg.): Die OLG-Präsidentin: Gedenkschrift für Henriette Heinbostel. 2. Auflage. Berliner Wissenschaftsverlag, Berlin 2010, ISBN 978-3-8305-1772-6. (Festschrift über eine fiktive deutsche Juristin; 1. Auflage 2007)
- Als Hrsg.: Lebenswege und Rechtswege. Vorträge im Berliner Kammergericht. Lexxion, Berlin 2012, ISBN 978-3-86965-219-1.
- Als Hrsg.: Zerstörte Rechtskultur. Vorträge im Berliner Kammergericht. Lexxion, Berlin 2013, ISBN 978-3-86965-247-4.

### Als Autorin
- Monika Nöhre: Maßanfertigung. In: Konstanze Görres-Ohnde, Monika Nöhre, Anne-José Paulsen (Hrsg.): Die OLG-Präsidentin. BMV Berliner Wissenschafts-Verlag, Berlin 2007, S. 75–80, ISBN 978-3-8305-1444-2